# Shlomo Artzi
Shlomo Artzi (hebreo: שלמה ארצי) es uno de los cantautores de mayor trascendencia en la escena musical israelí de las últimas cuatro décadas, con más de un millón y medio de álbumes vendidos en el curso de su carrera musical y elegido por el público como el Cantante de los 60 Años del Estado de Israel. 

## Evolución artística
En general, su vida -así como la de su hermana Nava Semel- estuvo marcada por la dura experiencia que sus padres atravesaron durante el Holocausto. Además, su padre Yitzjak Artzi fue un militante sionista desde su juventud y finalmente parlamentario israelí.
A temprana edad Artzi había demostrado habilidades actorales, por lo que sus compañeros de clase confesaron que creyeron que se convertiría en actor y no en músico. Sin embargo, a los 12 años comenzó a tocar la guitarra, actuando en el movimiento juvenil al que pertenecía y en reuniones sociales. A los 16 años comenzó ya a componer y escribir sus propias canciones.
En el primer año y medio de su servicio militar sirvió en el Cuerpo de Artillería, pero luego se unió a la Lehakat Jeil Hayam, el conjunto musical de la Marina israelí, del que tempranamente se convirtió en primera voz.   
En 1970 Artzi tuvo la oportunidad de presentarse en el Festival de la Canción Israelí, un certamen de gran prestigio que se celebra con frecuencia anual. Aún cumpliendo su conscripción y vistiendo uniforme militar cantó Ahavtía ("Yo la quise"), escrita por Tirza Atar y compuesta por Yaakov Hollander, que luego se transformó en una de sus melodías clásicas y a la sazón le valió el primer premio del concurso. La misma fue incluida en el primer álbum epónimo de Artzi aparecido en el mismo 1970 y fue reconocida como la más exitosa de las canciones que encabezaron las listas de la radio Kol Israel. Aquel año, Shlomo Artzi fue votado como mejor Cantante del Año.
En 1975 fue elegido para representar a Israel en el Festival de la Canción de Eurovisión con la canción At va'aní ("Tú y Yo"), escrita por el legendario letrista y compositor israelí Ehud Manor y compuesta por el mismo Artzi. Para sacar provecho del momento de esplendor del artista, su sello discográfico prácticamente lo forzó a grabar un disco en menos de dos semanas. Sin embargo, At va'aní no fue la ganadora del Eurovisión y el álbum constituyó un fracaso de ventas. 
Ello fue el puntapié de la peor etapa en la carrera de Shlomo Artzi, dado que en los sucesivos años ninguna de las grabaciones del artista no lograron posicionarse exitosamente en el marcado discográfico. Más adelante, estos álbumes (nunca reeditados) se convirtieron en piezas de colección de los melómanos de la música israelí.
En 1978, luego de esta racha de fracasos, Artzi decidió grabar un último álbum al que tituló Gever holej le'ibud (גבר הולך לאיבוד, "Un hombre yendo hacia la perdición"). El éxito del disco motivó a Artzi a continuar con una carrera musical que se prolonga hasta la actualidad, y que alcanzó la cumbre del éxito con los discos Tirkod (תרקוד, "Bailá" - 1984) y Laila lo shaket (לילה לא שקט, "Una noche poco tranquila" - 1986), que vendieron decenas de miles de copias y generaron recordados recitales en parques y teatros de Israel. Además, en 1980 Artzi inauguró su propio programa de radio, emitido por la radio del ejército de Israel, Galei Tzahal. Od lo Shabat ("Todavía no es sábado") puede escucharse hasta el día de hoy cada viernes a las 13:10 de Israel.
Sus trabajos subsiguientes le valieron una fama cada vez mayor y su música se escuchó en cada rincón del país, transformándolo en el artista más popular y exitoso de Israel. Sus shows son especialmente reconocidos por su intensidad y duración (algunos llegan a durar casi tres horas). En ellos, se produce una interacción poco común entre el artista, la banda y su público, estimulando las emociones a través de todos los sentidos.

## Discografía
- Shlomo Artzi - 1970
- Al Anashim ("Sobre las personas") - 1971
- Pit'om hajer iamim rabim ("Repentinamente luego de varios días") - 1972
- Omrim ieshná aretz ("Dicen que hay un país") - 1973
- Lekol hajaverim mehamasá meiam el iam ("Para todos mis amigos del viaje entre mar y mar") - 1974
- At va'aní ("Tú y Yo") - 1975
- Misjaquei 26 ("Los juegos del 26") - 1975
- Iesj li ishá ialdá ulambretta ve'aní gar veTel Aviv ("Tengo una esposa, una hija, una Lambretta y vivo en Tel Aviv") - 1976
- Romansa upiut ("Un romance y una oda") - 1977
- Gever holej le'ibud ("Un hombre yendo hacia la perdición") - 1978
- Drajim ("Caminos") - 1979
- Jatzot ("Medianoche") - 1981
- Makom ("Lugar") - 1982
- Tirkod ("Bailá") - 1984
- Laila lo shaket ("Una noche poco tranquila") - 1986
- Jom iuli ogust ("Calor de julio-agosto") - 1988
- Kartís leLuna Park ("Un boleto al Luna Park") - 1990
- Iareaj ("Luna") - 1992
- Shnaiym ("Dos") - 1996
- Ahavtiem ("Los quise") - 2000
- Tzima'ón ("Sed") - 2002
- Hitjabrut - Shlomo Artzi Shalom Janoj ("Asosiación - Shlomo Artzi Shalom Janoj") - 2005
- Shfuim ("Cuerdos") - 2007
- Katzefet ("Crema") - 2016